# Мазилуг
Мазилуг (мокш. Мазилуг, эрз. Мазилуг) — деревня в Торбеевском районе Мордовии России. Входит в состав городского поселения «Посёлок Торбеево».

## География
Расположена на юго-западе республики, фактически входит в состав посёлка Торбеево, административного центра района.
Высота над уровнем моря — 197 м.

## Население
| 2002 | 2010 |
| ---- | ---- |
| 209  | ↗211 |

Национальный состав
Согласно результатам переписи 2002 года, в национальной структуре населения мордва-эрзя составляли 94 % из 209 чел.

## Транспорт
Просёлочные дороги.
Остановка общественного транспорта «Мазилуг».